# Сухополов'янська сільська територіальна громада
Сухополов'янська сільська громада — територіальна громада в Україні, у Прилуцькому районі Чернігівської області. Адміністративний центр — село Сухополова.
Утворена 14 червня 2019 року шляхом об'єднання Білорічицької, Дідовецької, Заїздської, Замостянської, Знам'янської, Канівщинської, Колісниківської, Лісовосорочинської, Мазківської, Малківської, Нетяжинської, Охіньківської, Переволочнянської, Піддубівської, Погребівської, Рудівської, Ряшківської, Смоської та Сухополов'янської сільських рад Прилуцького району.
На виборах 22 грудня 2019 року головою ОТГ було обрано Дениса Росовського. 
Відповідно до розпорядження Кабінету Міністрів України № 730-р від 12 червня 2020 року «Про визначення адміністративних центрів та затвердження територій територіальних громад Чернігівської області», до складу громади було включено територію Валківської сільської ради Прилуцького району.
Особливістю громади є її територія — вона повністю оточує місто Прилуки, що утворює окрему міську громаду.

## Населені пункти
До складу громади входять 54 села: Бажанівка, Білещина, Білорічиця, Боротьба, Боршна, Валки, Високе, Густиня, Димирівка, Дідівці, Єгорівка, Заїзд, Замістя, Зарудка, Заудаївське, Знам'янка, Канівщина, Капустенці, Колісники, Кроти, Ладівщина, Левки, Лісове, Лісові Сорочинці, Мазки, Малківка, Манжосівка, Маціївка, Миколаївка, Мільки, Нетяжино, Нова Тарнавщина, Оникіївка, Охіньки, Переволочна, Петрівське, Пирогівці, Піддубівка, Погреби, Покрівка, Полова, Пологи, Приозерне, Пручаї, Рудівка, Ряшки, Смош, Стрільники, Сухополова, Сухоставець, Сухоярівка, Тарасівка, Тихе та Ярова Білещина.

## Старостинські округи
- Білорічицький (села Білорічиця, Бажанівка, Боротьба, Димитрівка)
- Валківський (села Валки, Боршна, Мільки)
- Дідовецький (села Дідівці, Манжосівка, Єгорівка)
- Заїздський (села Заїзд, Тихе, Петрівське)
- Замостянський (села Замостя, Маціївка, Густиня, Капустенці)
- Знам’янський (села Знам’янка, Зарудка)
- Канівщинський (села Канівщина, Сухоставець, Кроти)
- Колісниківський (села Колісники, Левки)
- Лісовосорочинський (села Лісові Сорочинці, Стрільники)
- Мазківський (села Мазки, Приозерне, Ладівщина)
- Малківський (села Малківка, Сухоярівка)
- Нетяжинський (села Нетяжино, Нова Тарнавщина, Покрівка)
- Охіньківський (села Охіньки, Пручаї)
- Переволочнянський (село Переволочна)
- Піддубівський (села Піддубівка, Пологи, Тарасівка)
- Погребівський (села Погреби, Миколаївка)
- Рудівський (село Рудівка)
- Ряшківський (села Ряшки, Оникіївка)
- Смоський (села Смош, Високе, Лісове, Заудаївське)[5]